# 16920 Larrywalker
A 16920 Larrywalker (ideiglenes jelöléssel 1998 FR37) a Naprendszer kisbolygóövében található aszteroida. A LINEAR projekt keretében fedezték fel 1998. március 20-án.